# Starck AS-57
Le Starck AS-57 est un avion de tourisme biplace conçu en France par l'ingénieur aéronautique français André Starck.

## Conception
Contrairement aux modèles précédents conçus par André Starck, le AS-57 était de conception tout à fait classique : monoplan à aile basse, biplace côte à côte, de construction bois.

## Variantes
- AS-57/3 : moteur Régnier 4EO de 90 ch.
- AS-57/4 : moteur Walter Minor 4-III de 105 ch[1].
- AS-57/4 : moteur Hirth HM 504-A2 de 150 ch[2].